# Ruta de Rhode Island 103A
La Ruta de Rhode Island 103A, y abreviada R.I. 103A (en inglés: Rhode Island Route 103A) es una carretera estatal estadounidense ubicada en el estado de Rhode Island. La carretera inicia en el Sur desde la  Ruta 103     en East Providence hacia el Norte en la  Ruta 103     en East Providence. La carretera tiene una longitud de 2,7 km (1.7 mi).

## Mantenimiento
Al igual que las autopistas interestatales, y las rutas federales y el resto de carreteras estatales, la Ruta de Rhode Island 103A es administrada y mantenida por el Departamento de Transporte de Rhode Island por sus siglas en inglés RIDOT.

## Cruces
La Ruta de Rhode Island 103A es atravesada principalmente por la Bullocks Point Avenue en Riverside.